# Enterprise (rumfærge)
 For alternative betydninger, se Enterprise. (Se også artikler, som begynder med Enterprise)
Rumfærgen Enterprise (NASA nr. OV-101) var den første rumfærge, NASA fik bygget. Da den kun blev bygget for afprøvning af forskellige teknikker og aldrig skulle i kredsløb, havde den ingen motorer og intet brugbart varmeskjold.
Rumfærgen skulle oprindelig have heddet Constitution, men pga. en overvældende mængde breve sendt til Det Hvide Hus blev det besluttet at opkalde rumfærgen efter science fiction-figuren Kaptajn Kirks stjerneskib USS Enterprise fra TV-serien Star Trek.
Efter forliset af rumfærgen Challenger i 1986 var der tale om, at Enterprise skulle ombygges og anvendes som erstatning for Challenger. Af økonomiske årsager konstruerede NASA i stedet rumfærgen Endeavour på baggrund af genbrug af reservedele fra rumfærgerne Discovery og Atlantis.

## Museum
Enterprise var udlånt til National Air and Space Museum i Steven F. Udvar-Hazy-hangaren som ligger i Dulles International Airport i Virginia. I 2012 blev Enterprise udskiftet med den 'rigtige' rumfærge Discovery.
Enterprise står i dag udstillet på museumshangarskibet USS Intrepid i New York på pier 86.